# Knillhof
Knillhof ist eine Rotte und eine Katastralgemeinde der Stadtgemeinde Haag im Bezirk Amstetten in Niederösterreich.

## Geschichte
Laut Adressbuch von Österreich waren im Jahr 1938 in Knillhof zwei Müller, ein Schmied und mehrere Landwirte ansässig.

## Siedlungsentwicklung
Zum Jahreswechsel 1979/1980 befanden sich in der Katastralgemeinde Knillhof insgesamt 75 Bauflächen mit 34.458 m² und 111 Gärten auf 288.562 m², 1989/1990 waren es 73 Bauflächen. 1999/2000 war die Zahl der Bauflächen auf 92 angewachsen und 2009/2010 waren es 101 Gebäude auf 161 Bauflächen.

## Landwirtschaft
Die Katastralgemeinde ist landwirtschaftlich geprägt. 340 Hektar wurden zum Jahreswechsel 1979/1980 landwirtschaftlich genutzt und 16 Hektar waren forstwirtschaftlich geführte Waldflächen. 1999/2000 wurde auf 356 Hektar Landwirtschaft betrieben und 20 Hektar waren als forstwirtschaftlich genutzte Flächen ausgewiesen. Ende 2018 waren 336 Hektar als landwirtschaftliche Flächen genutzt und Forstwirtschaft wurde auf 26 Hektar betrieben. Die durchschnittliche Bodenklimazahl von Knillhof beträgt 44,7 (Stand 2010).